# Aneura novaecaledoniae
Aneura novaecaledoniae là một loài rêu trong họ Aneuraceae. Loài này được R.M. Schust. mô tả khoa học đầu tiên năm 1985.